# 完全体
代数学において、体 k は以下の同値な条件の1つが成り立つときに完全（英: perfect）と呼ばれる。
- k 上のすべての既約多項式は相異なる根をもつ。
- k 上のすべての既約多項式は分離的である。
- k のすべての有限次拡大は分離的である。
- k のすべての代数拡大は分離的である。
- k は標数 0 であるかまたは標数 p > 0 かつk のすべての元は p ベキである。
- k は標数 0 であるかまたは標数 p > 0 かつフロベニウス自己準同型 x→xp が k の同型写像。
- k の分離閉包は代数的閉体である。
- すべての被約可換 k-多元環 A は 分離多元環である、すなわち、{\displaystyle A\otimes _{k}F} はすべての体の拡大 F/k に対して被約である。（下記参照）

そうでなければ、k は不完全（英: imperfect）と呼ばれる。
とくに、標数 0 のすべての体とすべての有限体は完全である。
完全体は重要である、なぜならば完全体上のガロワ理論は単純になるからだ、というのも体拡大が分離的であるという一般的なガロワの仮定はこれらの体では自動的に満たされるからである（上の3つ目の条件を見よ）。
より一般的に、標数が素数 p の環はフロベニウス自己準同型が自己同型のときに完全と呼ばれる。（これは整域上で上の条件「k のすべての元は pベキである」と同値である。）

## 例
完全体の例を挙げる。
- 標数 0 のすべての体、例えば、有理数体や複素数体
- すべての有限体、例えば、p を素数として、体 Fp = Z/pZ
- すべての代数的閉体
- 拡大で全順序付けられた完全体の和集合
- 完全体上代数的な体

実は、実際問題として現れるたいていの体は完全である。不完全体は主に正標数の代数幾何学で現れる。すべての不完全体は素体（最小の部分体）上超越的である必要がある、なぜならば素体は完全だからだ。不完全体の例は
- 不定元 {\displaystyle X} 上のすべての有理関数からなる体 {\displaystyle k(X)} ただし k の標数は p>0 （なぜなら X は k(X) において p乗根をもっていない）。

## 完全体上の体拡大
完全体上の任意の有限生成体拡大は分離生成される。

## 完全閉包と完全化
同値条件の1つによると、標数 p のとき、すべての pr 乗根 ({\displaystyle r\geq 1}) を添加した体は完全である。これは k の完全閉包（perfect closure）と呼ばれ、通常  {\displaystyle k^{p^{-\infty }}} と表記される。
完全閉包は分離性をテストするために使うことができる。正確には、可換 k-多元環 A が分離的であるのは {\displaystyle A\otimes _{k}k^{p^{-\infty }}} が被約であるとき、かつそのときに限る。
普遍性の言葉で言えば、標数 p の環 A の 完全閉包 は標数 p の完全環 Ap であって以下の性質をもつ環準同型 u : A → Ap をもつものである。標数 p の任意の他の完全環 B と準同型 v : A → B に対し、一意的な準同型 f : Ap → B が存在して、v は u を通して分解する（すなわち v = fu）。完全閉包はつねに存在する。その証明は体のときと同様に「A の元の p 乗根を添加する」ことを含む。
標数 p の環 A の perfection（完全化）は（この用語は完全閉包に対して使われることもあるが）双対概念である。言い換えると、A の perfection R(A) は標数 p の完全環であって以下の写像 θ : R(A) → A をもつものである。標数 p の任意の完全環 B と写像 φ : B → A に対し、一意的な写像 f : B → R(A) が存在し、φ は θ を通して分解する（すなわち {\displaystyle \phi =\theta f}）。A の perfection は次のように構成することができる。射影系
{\displaystyle \cdots \rightarrow A\rightarrow A\rightarrow A\rightarrow \cdots }
を考えよ、ただし各写像はフロベニウス自己準同型である。この系の逆極限は R(A) であり、すべての i に対し {\displaystyle x_{i+1}^{p}=x_{i}} となるような A の元の列 (x0, x1, ... ) からなる。写像 θ : R(A) → A は (xi) を x0に送る。